# 奥体中心站 (兰州市)
奥体中心站是一个位于中华人民共和国甘肃省兰州市七里河区秀川街道深安大道与大滩中路交叉口地下，属于兰州轨道交通1号线的地铁车站，于2019年6月23日开通。本站原名深安大桥南站，2023年11月22日更为现名。

## 车站结构

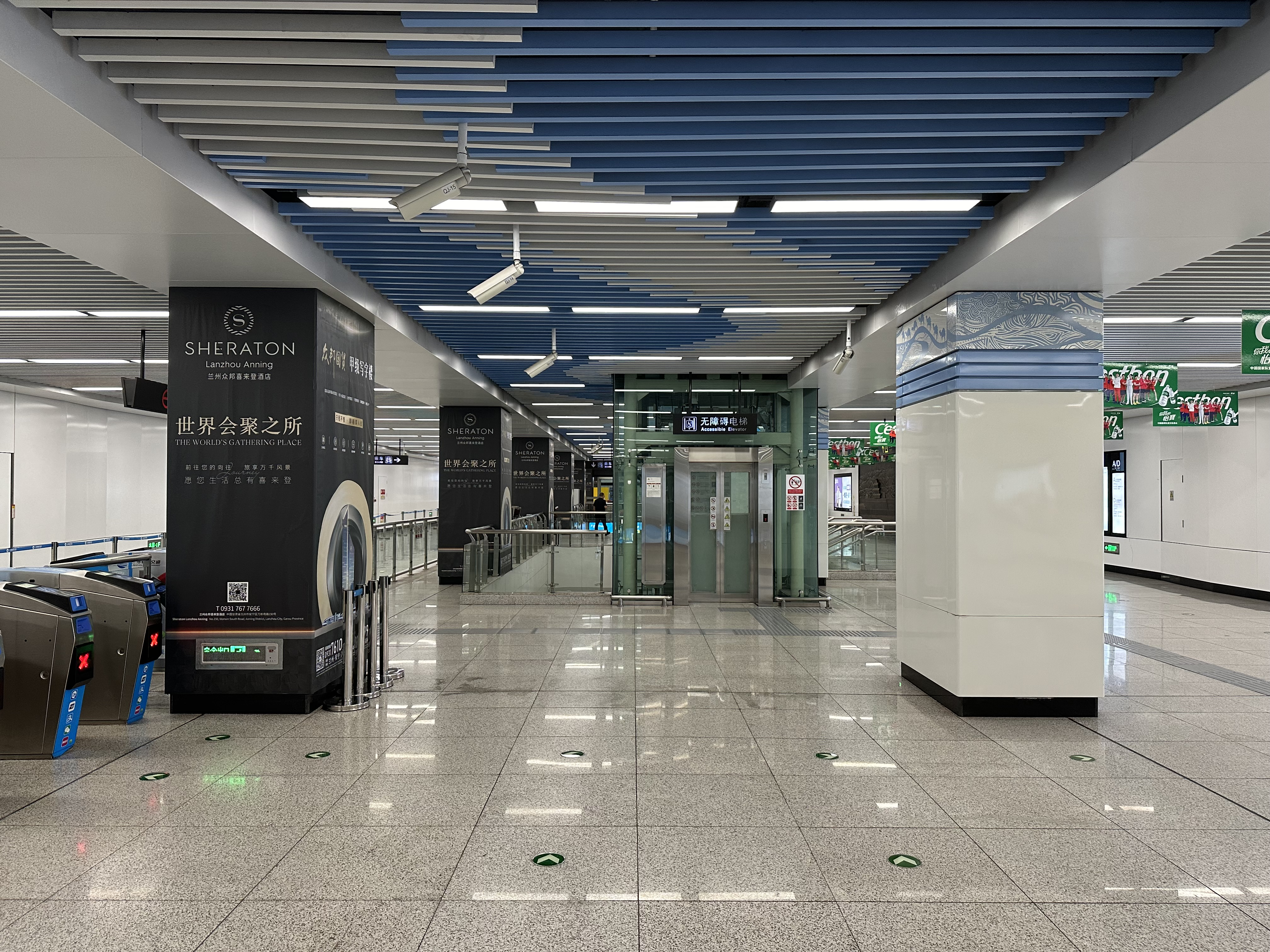
站厅

奥体中心站沿深安大道设置，为地下三层双柱三跨岛式站台车站，车站长216.95米，标准段宽21.8米，车站地下一层为物业开发层，地下二层为站厅层，地下三层为站台层。
| 地面              | 出入口             | A、B、D出入口 |
| 地下一层          | 出入口及物业开发层 | C出入口 |
| 地下二层          | 站厅               | 客服中心、自动售票机、验票机                                                                                              |
| 地下三层          | 站台层             | \| \| \| █ 1号线往陈官营（終點站） \| \| 島式 · 開左邊车门 \| \| \| \| \| \| █ 1号线往东岗（兰州城市学院（省科技馆）） \| |
|                   |                    | █ 1号线往陈官营（終點站）                                                                                                 |
| 島式 · 開左邊车门 |                    | |
|                   |                    | █ 1号线往东岗（兰州城市学院（省科技馆））                                                                                 |

## 车站出口
奥体中心站共设4个出口，同时，车站在南北两侧分别各设两个地下商业过街通道出入口，各出口及周围设施如下所示：
| 编号                | 建议前往的目的地 | 照片 | 无障碍设施 |
| ------------------- | ---------------- | ---- | ---------- |
| A · 出口            | 深安大道北侧     |      | 不適用     |
| B · 出口            | 深安大道北侧     |      | 不適用     |
| C · 出口            | 深安大道南侧     |      | 不適用     |
| D · 出口 · （设有） | 深安大道南侧     |      |            |
| 图例： 设有         |                  |      |            |

## 接驳交通

### 公交车
- 深安大桥南：66路、68路、158路、604路、608路

## 车站历史
本站建设时期工程名为奥体中心站，开通前正式命名为深安大桥南站，后复更名为奥体中心站。
- 2014年4月1日，车站开工[3]。
- 2015年4月27日，车站主体结构封顶[4]。
- 2019年6月23日，车站随1号线一期工程通车开通[1]。
- 2023年9月23日，车站地下过街通道投入使用[5]。
- 2023年11月22日，车站更名为奥体中心站。